# Giovanni Marra
Giovanni Marra (Cinquefrondi, 5 febbraio 1931 – Roma, 11 luglio 2018) è stato un arcivescovo cattolico italiano.

## Biografia
Giovanni Marra è nato a Cinquefrondi il 5 febbraio 1931.

### Formazione e ministero sacerdotale
Ha frequentato il ginnasio presso il seminario di Mileto, gli studi teologici presso il seminario di Reggio Calabria.
È stato ordinato presbitero il 19 settembre 1953 dal vescovo Vincenzo De Chiara nella parrocchiale di Cinquefrondi.
Trasferitosi a Roma, ha conseguito la laurea in scienze sociali presso la Pontificia Università Gregoriana e in diritto canonico presso la Pontificia Università Lateranense. Ancora studente, ha iniziato il suo ministero come cappellano dell'Istituto Ciechi Sant'Alessio e come collaboratore presso la parrocchia di Tor Marancia.
Dal 1960 al 1986 ha prestato servizio presso la Santa Sede, prima presso la Congregazione per il clero, poi in Segreteria di Stato, infine all'Amministrazione del patrimonio della Sede Apostolica (APSA).

### Ministero episcopale
Il 7 giugno 1986 è stato eletto da papa Giovanni Paolo II vescovo titolare di Usula, con l'incarico di ausiliare di Roma per le attività pastorali ed amministrative e segretario generale del vicariato, ed è stato consacrato vescovo il 28 giugno dello stesso anno dal cardinale Ugo Poletti nella basilica di San Giovanni in Laterano.
Il 14 novembre 1989 è nominato arcivescovo titolare di Ravello ed ordinario militare per l'Italia, carica che ha mantenuto fino al 31 gennaio 1996, e che gli ha dato diritto all'automatica promozione al grado di generale di corpo d'armata; nel contempo diviene preposto del capitolo della basilica di Santa Maria ad Martyres in Roma.
Il 17 maggio 1997 è stato eletto arcivescovo metropolita di Messina-Lipari-Santa Lucia del Mela e archimandrita del Santissimo Salvatore; ha preso canonico possesso dell'arcidiocesi il 21 giugno dello stesso anno.
Il 18 novembre 2006 papa Benedetto XVI ha accettato le dimissioni nunc pro tunc rassegnate ai sensi del can. 401 C.I.C., nominandolo amministratore apostolico. Ha concluso il mandato nell'arcidiocesi il 5 gennaio 2007.
Il 3 gennaio 2007 papa Benedetto XVI lo ha nominato membro della Congregazione per i vescovi.
Dal 5 marzo 2011 al 31 maggio 2012 è stato amministratore apostolico ad nutum Sanctae Sedis della diocesi di Orvieto-Todi.
È morto l'11 luglio 2018 all'età di 87 anni ed è sepolto nella cattedrale di Messina.

## Genealogia episcopale e successione apostolica
La genealogia episcopale è:
- Cardinale Scipione Rebiba
- Cardinale Giulio Antonio Santori
- Cardinale Girolamo Bernerio, O.P.
- Arcivescovo Galeazzo Sanvitale
- Cardinale Ludovico Ludovisi
- Cardinale Luigi Caetani
- Cardinale Ulderico Carpegna
- Cardinale Paluzzo Paluzzi Altieri degli Albertoni
- Papa Benedetto XIII
- Papa Benedetto XIV
- Papa Clemente XIII
- Cardinale Marcantonio Colonna
- Cardinale Giacinto Sigismondo Gerdil, B.
- Cardinale Giulio Maria della Somaglia
- Cardinale Carlo Odescalchi, S.I.
- Cardinale Costantino Patrizi Naro
- Cardinale Lucido Maria Parocchi
- Papa Pio X
- Cardinale Gaetano De Lai
- Cardinale Raffaele Carlo Rossi, O.C.D.
- Arcivescovo Gilla Vincenzo Gremigni, M.S.C.
- Cardinale Ugo Poletti
- Arcivescovo Giovanni Marra

La successione apostolica è:
- Cardinale Francesco Montenegro (2000)